# ほ座ラムダ星
ほ座λ星は、ほ座の恒星で2等星。

## 特徴
超巨星あるいは輝巨星であり、小さな星と比べ、燃料である水素を早く使い切ってしまうため、わずか2700万歳であると見積もられている。この星は不規則型の脈動変光星であり、変光範囲は+2.14等級から+2.30等級。
核の中心部では、ヘリウムが炭素に溶け込んでいる。この恒星は超新星爆発を起こすか起こさないかの境にあり、もし爆発しないのであれば、酸素や炭素で構成された大規模な白色矮星になることが予想される。また、磁力によって、外側のコロナが加熱の限界を超えていて、1秒あたり40から60キロメートルの緩やかな太陽風が吹いていると思われる。
1897年にT.J.J.ジーによって、14.8等の伴星が発見され、「λ109」と記載されている。

## 名称
学名はλ Velorum（略称はλ Vel）。スハイル (Suhail) またはスハイル・アル＝ワズン (سهيل الوزن, Suhayl al-Wazn ないしは Suhail al-Wazn) という固有名で呼ばれていたが、2016年8月21日にIAUの恒星の命名に関するワーキンググループ (Working Group on Star Names, WGSN) によってSuhailが採用された。スハイル (Suhail) はアラビア語で「明瞭なもの」、ワズン（Wazn）は「重要なもの」「重さ」の意味を持つ。